# Francisco Javier Roncal Puertas
Francisco Javier Roncal Puertas (Santander, 10 de desembre de 1969) és un exfutbolista i entrenador càntabre. Com a jugador ocupava la posició de defensa.
Roncal va formar part del Racing de Santander a la primera meitat de la dècada dels 90, arribant a jugar fins a 60 partits a la primera divisió entre 1993 i 1996. Posteriorment, ha seguit vinculat al futbol i al club càntabre com a segon entrenador del Racing B.